# Schultheiß

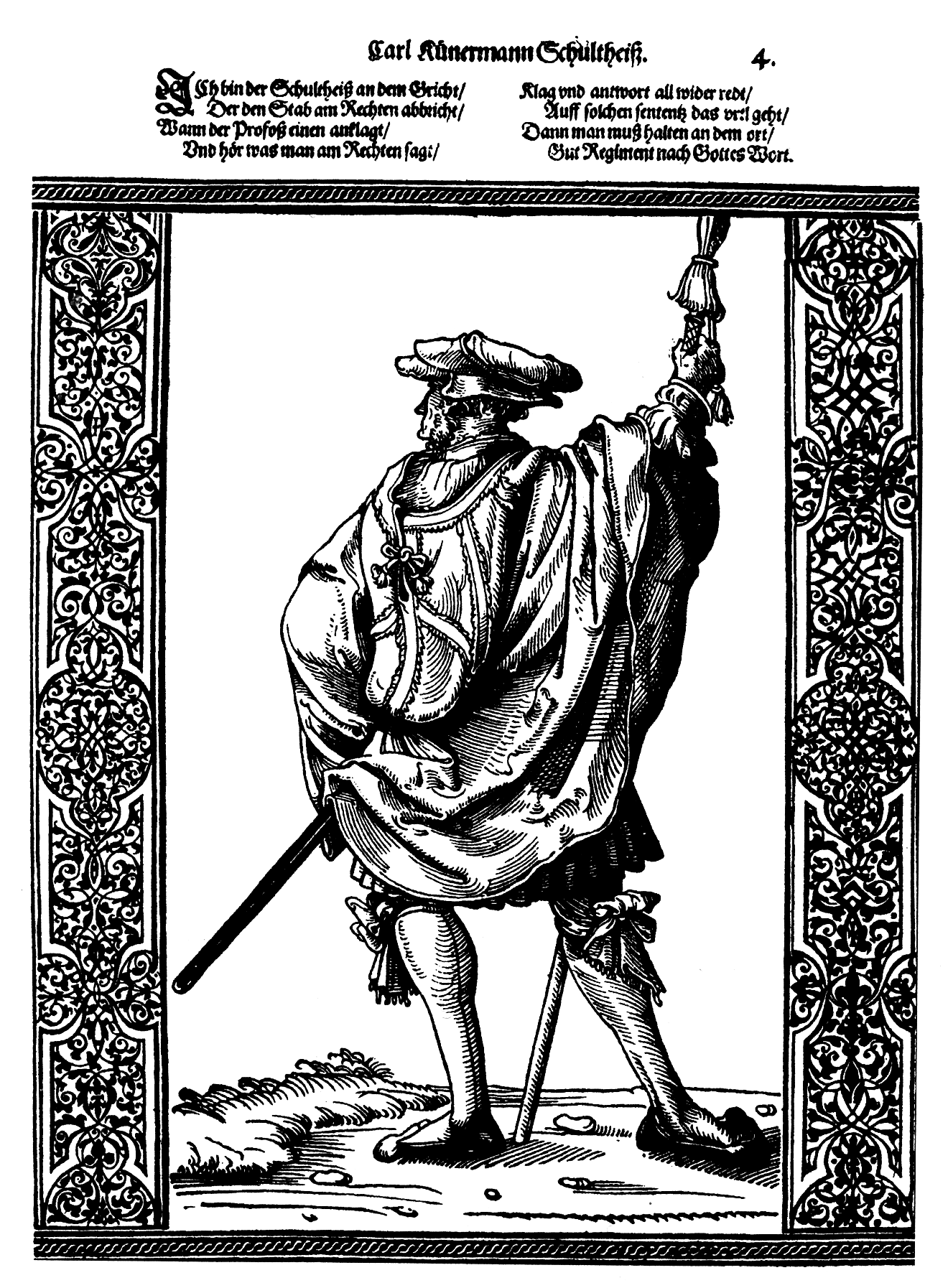
Ein Schultheiß. Holzschnitt von Peter Flötner (16. Jahrhundert)

Der Schultheiß, auch Schultheiss, Schultheis, Schuldheiß, Schuldheiss oder Schuldheis (von althochdeutsch sculdheizo ‚Leistung Befehlender‘, vgl. mittelniederdeutsch schult(h)ēte, latinisiert (mittellat.) sculte(t)us, schwäbisch heute noch Schultes für „Bürgermeister“), bezeichnet einen in vielen westgermanischen Rechtsordnungen vorgesehenen Beamten, der Schuld heischt: Er hatte im Auftrag seines Herrn (Landesherrn, Stadtherrn, Grundherrn) die Mitglieder einer Gemeinde zur Leistung ihrer Schuldigkeit anzuhalten, also Abgaben einzuziehen oder für das Beachten anderer Verpflichtungen Sorge zu tragen. Sprachliche Varianten des Schultheißen sind Schulte, Schultes oder Schulze. Früher wurde zwischen dem Stadtschulzen und dem Dorfschulzen unterschieden. In der städtischen Gerichts- und Gemeindeverfassung war er ein vom städtischen Rat oder vom Landesherren Beauftragter zur Ausübung der Verwaltungshoheit und Rechtspflege.
Der Schultheiß war meist auch Richter der niederen Gerichtsbarkeit. Im friesischen und fränkischen Recht war er ein Hilfsbeamter der Grafen, betraut mit der Einziehung von Geldern und der Vollstreckung von Urteilen, größtenteils auch Hundertschaftsführer. Gleichartige oder ähnliche Amtsstellungen waren Amtmann, Dorfrichter, Erbrichter, Fronbote, Gerichtskretscham, Greve, Meier, Schiedsmann, Vikar, Villicus, Vogt sowie Woith (in alphabetischer, nicht zeitlicher Reihenfolge).
Das Wort findet sich im Niederländischen als schout sowie als Lehnwort im Französischen écoutète, im Polnischen sołtys und im Slowakischen šoltýs.

## Geschichte

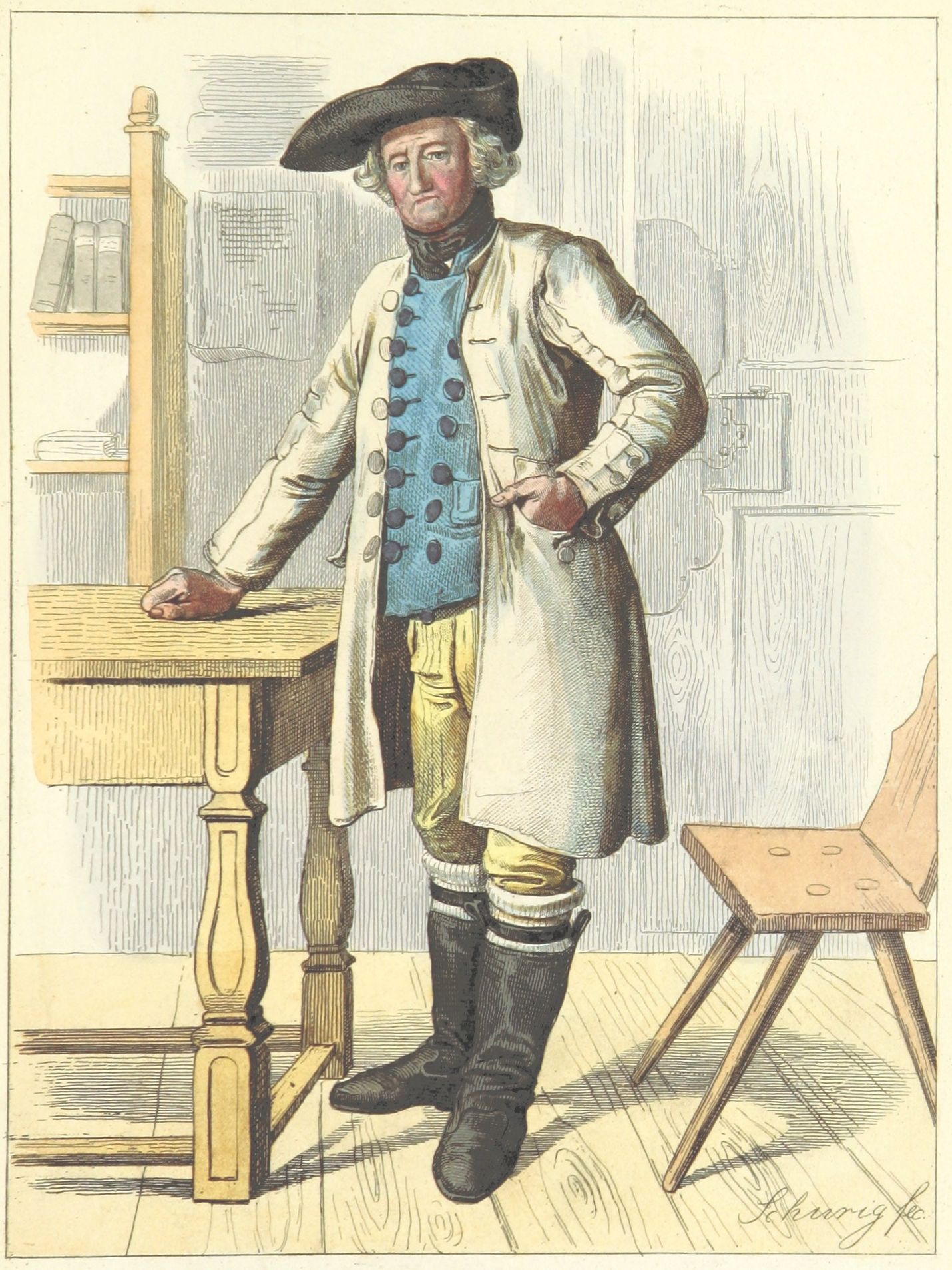
Dorfschulze aus dem Odenwald um 1847

Im Rahmen der Ostsiedlung erhielt der Siedlungsunternehmer (Lokator) regelmäßig unter anderen Rechten auch das Schulzenamt, wobei sich insbesondere im dörflichen Bereich neben richterlichen Befugnissen allgemein die Funktion der Dorfobrigkeit auch außerhalb der Gerichtsverfassung findet. Dabei gibt es alle Wahlmodalitäten: von der freien Wahl durch die Dorfgemeinde bis zur einseitigen Einsetzung durch den Dorfherren.
Das hohe Amt des städtischen Schultheißen geht auf das Schultheißentum im mittelalterlichen Gericht zurück. Im Sachsenspiegel aus der Zeit um das Jahr 1230 heißt es: „Es kann kein Richter (der bei Königsbann zum Thing lädt) echtes Thing abhalten ohne seinen Schultheißen, vor dem er sich zu Recht erbieten soll …“ (Ssp. I/59,2). In den Städten besetzte die Bürgerschaft schon früh dieses Amt des stellvertretenden Richters, und als die Städte im späten Mittelalter auch die hohe Gerichtsbarkeit erwarben, wurde der Schultheiß zum höchsten Richter der Stadt und auf diesem Wege häufig zum Vorsteher der Stadt überhaupt.
Später konnte er auch der Vorsteher eines städtischen (Stadtschultheiß) oder dörflichen Gemeinwesens (Schulze) sein. Bei der ostdeutschen Kolonisation im Mittelalter hatten meist ritterliche Unternehmer diese Funktion als Erbschulze inne, wobei das Amt an Familie oder Güterbesitz gebunden war. Im Altsiedelgebiet und Ostthüringen hatte der von der Herrschaft eingesetzte Amts-Schulze (lat. centgreve) das Amt oft auf Lebenszeit inne.
Im altdeutschen Gerichtswesen (siehe Thing) hatte er den Vorsitz über die Schöffen im Hofgericht. Seit dem 15. Jahrhundert wurde die Amtsbezeichnung Schulze in verschiedenen Regionen (z. B. Sachsen) durch die Amtsbezeichnung Richter verdrängt, wobei der im Patrimonialgericht tätige Richter häufig auch den Titel Gerichts-Schulze trug. Seine Aufgaben waren ursprünglich wohl die Teilnahme an Landgerichten, die Einnahme von Steuern und Leistungen sowie verschiedene Aufsichtsrechte (u. U. noch zugleich für den Bereich mehrerer Dörfer und regional differenziert). Seit dem 16. Jahrhundert wurden ihm zunehmend durch die Landesherrschaft Aufgaben aus der Dorf- und Gemeindeverwaltung übertragen, die ehemals von den von der Ortsgemeinde bestimmten Amtsträgern (Heimbürger) erfüllt wurden. Damit verschwand allmählich der Dualismus zwischen herrschaftlichen und genossenschaftlichen Amtsträgern.
Im Jahr 1794 wird überliefert, welchen umfangreichen Aufgabenbereich die landesherrlichen Schultheißen in der Landgrafschaft Hessen-Darmstadt zu verrichten hatten. So besorgten sie polizeiliche Aufgaben, vollzogen Befehle aus Amt oder Rentei und stellten die erste Instanz in geringfügigen Delikten dar. Weiterhin zogen die Schultheißen einen Teil der herrschaftlichen Einkünfte, Gefälle sowie Revenüen ein. Dazu kam die Ausfertigung der Gemeinderegister sowie die Aufgabe der Berichterstattung amtlicher Sachverhalte.
Als Schulze war der Schultheiß im 17. bis zum 19. Jahrhundert weitgehend der Dorfvorsteher im Sinne eines Bürgermeisters. Der damalige „Bürgermeister“ hatte die Funktion des heutigen Gemeindepflegers. So wurden in Württemberg die Amtsbezeichnungen Schultheiß bzw. Stadtschultheiß für den Ortsvorsteher erst am 1. Dezember 1930 durch Bürgermeister und Oberbürgermeister ersetzt.
Das Amt des Schultheißen, das in neuerer Zeit durch Wahl der Gemeindemitglieder übertragen wurde, die aber noch der obrigkeitlichen Bestätigung bedurfte, war früher auch oftmals mit dem Besitz bestimmter Güter (Schulzengut, Schulzenlehen, Bauermeisterlehen, in Schlesien Scholtisei, Erbscholtisei, Scholten- oder Scholzengut genannt) verbunden. Die entsprechenden Bezeichnungen für diese landwirtschaftlichen Betriebe haben sich zum Teil bis ins 20. Jahrhundert erhalten. Je nachdem, ob der Besitz des Schulzenhofes mit bestimmten Verpflichtungen gegenüber dem Landes- oder Lehnsherrn verbunden war, wurde zwischen dem dienstfreyen Schulzen, oder Freischulzen, und dem Dienstschulzen unterschieden (siehe auch: Freirichter). Der landwirtschaftliche Betrieb eines Freischulzen wurde Freischulzenhof genannt. In Schlesien findet sich auch die Bezeichnung Schölzerei, auch in Landkarten, soweit der Maßstab dies zulässt.

### Eid eines Schulzen
Diese Eidesformel stammt aus der Region Königsberg (Neumark):
Ich pp. … schwöre

dass ich, nachdem ich zum Schulzen in dem Dorf … (ausgespart für den Namen) gewählt worden bin, ich Seiner Königlichen Majestät, unserm Herrn getreu und gehorsam sein, seinen Nutzen und Vorteil, soviel immer an mir ist, befördern, 

Den von ihm eingesetzten Beamten allen ihrem gebührenden Gehorsam bezeigen, die Befehle und Verordnungen des Landesherrn und seiner Beamten in der Gemeinde gehörig bekannt machen und für deren Befolgung sorgen, die mir vermöge meines Amtes anvertrauten Gelder gewissenhaft Bewahren und abliefern, das Vermögen der Gemeine getreulich verwalten und ordnungsmäßig Rechnung darüber führen, für die Erhaltung der Grenzen des Dorfs und der Feldmark sorgen, über genaue Befolgung der Dorf- und Landes Polizei Ordnung, Witwen und Waisen in Schutz nehmen; bei etwaigen vorkommenden Abschätzungen den Wert der mir vorgelegten Gegenstände nach meinem besten Wissen und Gewissen Niemanden zu Liebe oder zu Leide angeben (auf den Hergang der gerichtlichen Verhandlungen, bei welchen ich etwa zugezogen würde, und darauf, dass selbige so, wie sie sich wirklich ereignet haben, niedergeschrieben werden, genau acht haben, als Urteil (?) nicht etwas, als wenn ich dessen Inhalt als den wahren Hergang der Sache gemäß finde, mit meiner Unterschrift bekräftigen) und mich überhaupt jeder Zeit so betragen will, wie es einem rechtschaffenen Dorfschulzen wohl ansteht und gebührt. 

So wahr pp. …
Daraufhin wurde die Gemeinde aufgefordert, ihm zu gehorchen, und der alte Schulze musste ihn in sein Amt einweihen.

## Bedeutung und Funktion in der Schweiz
In der Deutschschweiz blieb die Bezeichnung Schultheiss für den Vorsitzenden der Stadtregierung über das Mittelalter hinaus erhalten, vor allem in den von aristokratischen Patriziaten regierten Kantonen (Stadt- und Standesoberhaupt der Republik), dann aber auch als Titel für den Vorsitzenden von Stadtgerichten und sonstigen Stadtämtern.
Bis in die Gegenwart hinein war der Titel Schultheiss für den jährlich wechselnden Präsidenten der Regierung des Kantons Luzern (Regierungsrat) in Gebrauch. Mit der neuen Luzerner Kantonsverfassung von 2007, die 2008 in Kraft trat, wurde der Begriff Schultheiss durch den in der Mehrheit der deutschschweizerischen Kantone üblichen Terminus Regierungspräsident ersetzt (vergleiche Landammann). Der Stellvertreter des Schultheissen hieß bis 2008 Statthalter. Wahlgremium für Schultheiss und Statthalter war der Grosse Rat (neue Bezeichnung mit gleicher Kompetenz: Kantonsrat), das Parlament des Kantons Luzern.

## Verwendung bei der Namensgebung
Schultheiß ist überdies Basisform eines der am weitesten verbreiteten deutschen Familiennamen, der auch in zahlreichen Varianten wie Schulz, Schulze, Schulte, Schult, Schultz, Schultze, Schulzeck, Schulten, Schultchen, Schuldt, Schulthess, Scholtes, Schotes, Schultheiss, Schultheis, Heiss oder Heiß vorkommt. Diese Schreibformen entsprechen der regionalen Aussprache und Schreibweise für die Funktion und das Amt des Schultheißen. Daneben die aus dem Schlesischen kommenden Varianten mit O: Scholz, Scholze etc. Im Schwäbischen wird aus dem Wort Schultheiß der Schultes. In der frühen Neuzeit wandelten etliche Personen den Namen latinisiert bzw. als Humanistenname um zu Scultetus, Sculteus oder Praetorius. Außerdem existiert eine tschechische Schreibweise des Namens: Šulc, außerhalb der Tschechischen Republik auch Sulc. In der Slowakei kommt der Name auch in der Form Šoltýs oder Šoltés (slowakische Schreibweise) vor. In Österreich gibt es sodann die Form Theißl. Eine weitere Schreibweise entstand im Banat der k.u.k.-Zeit, als ungarische Standesbeamte Schulcz schrieben.
Die Form Schulte ist oftmals auch in Doppelnamen zu finden, wobei das zweite Namenglied ursprünglich ein Hofname war, z. B. Schulze Dalhoff, Schulze Dieckhoff, Schulze Elshoff, Schulte Renger, Schulte Mesum, Schulte Wermeling, Schulze Pellengahr, Bock-Schulz, Schulze-Behn-Bock usw. Eine andere Namensform ist noch Schulte-Bisping, wobei der zweite Name von dem Bischof abstammt, welcher den örtlichen Ortsvorsteher einsetzte.

## Bekannte Schultheißen
- Herebord von Bismarck (ca. 1200–1280), Schultheiß von Stendal
- Brunwart von Augheim (ca. 1250 – ca. 1300), Schultheiß von Neuenburg am Rhein
- Heinrich Schmidt (1306), Schultheiß von Cölpin, durch Herzog Heinrich II. belehnt und eingesetzt
- Gernot, genannt Irrmut (ab 1323), Schultheiß von Wertheim a. d. Tauber
- Gernot von Kottwitz (ab 1324), Schultheiß von Wertheim a. d. Tauber
- Michael Beheim (1420 – ca. 1480), Schultheiß von Sülzbach
- Thüring von Ringoltingen (1415–1483), Schultheiß von Bern
- Kaspar Mettelbach († 1484), Schultheiß von Heilbronn
- Gottfried Schenkel († 1493), Schultheiß von Heilbronn
- Johann Erer (ca. 1450–1503) Schultheiß von Heilbronn
- Niklaus von Wengi der Jüngere (ca. 1485–1549), Schultheiß von Solothurn
- Wolffgang Wesener (1494–1557), Schultheiß von Halle an der Saale
- Peter Feurer (ca. 1510–1553), Schultheiß von Heilbronn
- Leonhard Fronsperger (ca. 1520–1575), Feldgerichtsschultheiß
- Franz Peter König von Mohr (1594―1647), Schultheiß von Freiburg im Üechtland
- Samuel Frisching (1605–1683), Schultheiß von Bern
- Christoph Fahrner (1616–1688), Schultheiß von Löchgau
- Hans Jakob Christoffel von Grimmelshausen (1622–1676), Schultheiß von Renchen in den Diensten des Bischofs von Straßburg
- Johann Georg Spitzer (um 1644), Schultheiß von Heilbronn
- Johann Valentin Triebel († 1716) Schultheiß von Vesser im Thüringer Wald
- Samuel Frisching (1638–1721), Schultheiß von Bern
- George Gernert (1656–1682), Schultheiß von Rochlitz an der Iser
- Johann Friedrich von Willading (1641–1718), Schultheiß von Bern
- Johann Parum Schultze (1677–1740), Dorfschultheiß von Süthen im Hannoverschen Wendland
- Johann Wolfgang Textor (1693–1771), Schultheiß von Frankfurt am Main, Großvater von Johann Wolfgang von Goethe
- Johann Christoph von Dreyhaupt (1699–1768), Schultheiß von Halle an der Saale
- Christian Großbayer (1718–1782), Schultheiß von Haigerloch
- Johann Peter Wültgens (1738–1787), Schultheiß von Kinzweiler
- Gottlieb Friedrich Wagner (1774–1839), Schultheiß von Maichingen
- Carl Friedrich Gottlob Weizsäcker (1774–1835), Stadtschultheiß von Öhringen
- Emanuel Friedrich von Fischer (1786–1870), Schultheiß von Bern
- Johann Georg Baldus (1789–1855), Schultheiß von Rotenhain
- Heinrich Titot (1796–1871), Schultheiß von Heilbronn
- Barnabas Mattes (1805–1881), Schultheiß von Nendingen
- Philipp Scheitenberger (1811–1882), Schultheiß von Schelklingen
- Julius Schad (1824–1900), Schultheiß von Tuttlingen
- Eduard Fiechtner (1843–1922), letzter Schultheiß der selbstständigen Gemeinde Untertürkheim
- Adolf Alter (1876–1933), Schultheiß von Böckingen

## Namensträger

### Schultheiß
- Agnes Schultheiß (1873–1959), Pädagogin, Sprachwissenschaftlerin und Stadträtin in Ulm
- Daniel Schultheiß (* 1980), deutscher Wissenschaftler und Oberbürgermeister der Stadt Ilmenau
- Franklin Schultheiß (1928–2006), geschäftsführender Direktor der Bundeszentrale für politische Bildung in Bonn
- Heinrich von Schultheiß (1580–1646), deutscher Hexenrichter in Westfalen
- Joachim Ludwig Schultheiß von Unfriedt (1678–1753), deutscher Architekt und Baumeister im Herzogtum Preußen und Königsberg
- Paulus Praetorius (ursprünglich Schulheiß oder Schulze) (1521–1565), Pädagoge und Gelehrter
- Michael Praetorius (1571–1621), eigentlich Michael Schulteis, deutscher Komponist
- Walter Schultheiß (* 1924), deutscher Schauspieler, Autor und Maler

### Schultheiss
- Adrian Schultheiss (* 1988), schwedischer Eiskunstläufer
- Anna Maria Schultheiss (1760–1840), durch Nobilitierung ihres Ehemanns Giovanni Raimondo Torlonia (1754–1829) römische Adelige mit dem späteren Titel einer Herzogin von Bracciano, Poli und Guadagnolo
- Götz Schultheiss unter dem Schopf († 1408), Schultheiss von Winterthur
- Jobst Schultheiss (1802–1865), Berliner Bierwirt. Die Biermarke Schultheiss ist nach ihm benannt
- Matthias Schultheiss (* 1946), deutscher Comic-Zeichner und -Autor
- Ulrich Schultheiss (* 1956), deutscher Komponist und Hochschullehrer
- Wolfgang Schultheiss (* 1945), deutscher Diplomat